# ARID2
La proteína ARID2 ("dominio de interacción rico en AT de la proteína 2", del inglés "AT-rich interactive domain-containing protein 2") es una proteína humana codificada por el gen arid2.
ARID2 es una de las subunidades del complejo PBAF implicado en la remodelación de la estructura de la cromatina, que facilita la activación transcripcional dependiente de ligando por receptores nucleares.